# Безтрансформаторний вихід

Структурна схема підсилювача класу D без петлі зворотного зв'язку

Безтрансформа́торний ви́хід (англ. Bridge-tied load, BTL) — конфігурація вихідного каскаду підсилювача. Безтрансформаторні вихідні каскади отримали переважне поширення. Вони дозволяють здійснити безпосередній зв'язок з навантаженням, що дає можливість обійтися без громіздких трансформаторів і розділових конденсаторів; мають хороші частотні та амплітудні характеристики; легко можуть бути виконані за інтегральною технологією. Крім того, у зв'язку з відсутністю частотнозалежних елементів між каскадами можна вводити глибокі загальні негативні ЗЗ як по змінному, так і по постійному струму, що істотно покращує характеристики перетворення всього пристрою. При цьому забезпечення стійкості підсилювального пристрою може бути досягнуто введенням найпростіших коригувальних ланок.
Безтрансформаторні потужні вихідні каскади збирають в основному по двотактним схемам на транзисторах, що працюють у режимі В або АВ і включених за схемами зі спільним колектором або зі спільним емітером. У цих схемах можливе поєднання в одному каскаді або однакових транзисторів, або транзисторів з різним типом електропровідності. Каскади, в яких використані транзистори з різним типом електропровідності, називаються каскадами з додатковою симетрією.